# Pilar Revuelta
Pilar Revuelta es una diseñadora de producción y directora de arte y decoradora establecida a Madrid. Junto con el diseñador de producción Eugenio Caballero, ganó el Oscar a la mejor dirección artística en 2007 por su trabajo en El laberinto del fauno de Guillermo del Toro. Revuelta y Caballero también recibieron una nominación al BAFTA por el diseño de producción de  El laberinto del fauno.
Revuelta recibió una beca para estudiar en la American Film Institute de Hollywood, CA. Es miembro de la promoción del 1991 con una especialidad en diseño de producción.
Había trabajado previamente con Guillermo del Toro en El espinazo del diablo. También ha trabajado con Pedro Almodóvar ayudando a conseguir su característica gama de colores vivos en La mala educación (2004) y también trabajó con Juan Carlos Fresnadillo en su aclamada ópera prima Intacto (2001).

## Filmografía
- 1997 : La buena estrella de Ricardo Franco
- 1998 : Lágrimas negras
- 2000 : El Bola de Achero Mañas
- 2001 : Intacto de Juan Carlos Fresnadillo
- 2001 : El espinazo del diablo de Guillermo del Toro
- 2002 : El embrujo de Shangái de Fernando Trueba
- 2003 : Mortadelo y Filemón de Javier Fesser
- 2004 : La mala educación de Pedro Almodóvar
- 2006 : El laberinto del fauno de Guillermo del Toro
- 2008 : Che de Steven Soderbergh
- 2009 : The Limits of Control de Jim Jarmusch
- 2009 : Los abrazos rotos de Pedro Almodóvar
- 2012 : The Imposible de Juan Antonio Bayona
- 2012 : El artista y la modelo de Fernando Trueba
- 2014 : Exodus: Gods and Kings de Ridley Scott
- 2016 : The Promise de Terry George
- 2016 : Un monstruo viene a verme de Juan Antonio Bayona

## Premios y nominaciones
Premios Óscar
| Año  | Categoría                 | Película               | Resultado |
| ---- | ------------------------- | ---------------------- | --------- |
| 2007 | Mejor dirección artística | El laberinto del fauno | Ganadora  |